# Gambit turecki
Gambit turecki – powieść detektywistyczna autorstwa Borisa Akunina. Druga część cyklu o Eraście Fandorinie.

## Fabuła
Jest rok 1877. Rosja toczy wojnę z Turcją. Fandorin przedziera się do rosyjskiego sztabu z ważną wiadomością, ratując po drodze Warwarę Suworow, chcącą spotkać się ze swoim narzeczonym – szyfrantem.
Dowództwo wysyła zaszyfrowaną depeszę, rozkazującą zajęcie Plewny. Jednak do sztabu dociera rozkaz zajęcia Nikopola. Szyfrant zostaje oskarżony o zdradę. Fandorin rozpoczyna śledztwo, mające wskazać winowajcę.

## Adaptacja filmowa
W 2005 r. na podstawie książki nakręcono film. Reżyserował Dżanik Fajzijew, scenariusz stworzył Boris Akunin. W rolę Erasta Fandorina wcielił się Jegor Bierojew (który wszystkie zadania kaskaderskie wykonywał sam), w roli Warwary Suworow wystąpiła Olga Krasko.